# Bedellia ipomoella
Bedellia ipomoella — вид лускокрилих комах родини Bedelliidae.

## Поширення
Вид поширений в Японії і на Тайвані.